# Villafranca di Verona
Villafranca di Verona är en stad och comune i provinsen Verona i regionen Veneto. Kommunen hade 33 367 invånare (2018).
Historiskt bekant blev orten genom den där, efter slaget vid Solferino, den 11 juli 1859 mellan kejsarna Frans Josef I och Napoleon III avslutade preliminärfreden, som bestämde, att de båda kejsarna skulle befordra bildandet av ett italienskt förbund under påvens hederspresidium, att kejsaren av Österrike skulle avträda Lombardiet (med undantag av fästningarna Peschiera del Garda och Mantua) till Napoleon och att denne därefter skulle avstå det till kungen av Sardinien, att Venedig skulle bilda en del av italienska förbundet, men dock fortfarande tillhöra kejsaren av Österrike samt att storhertigen av Toscana, Leopold II, och hertigen av Modena, Frans V, skulle återvända till sina stater, men ge amnesti. Dessa bestämmelser blev dock väsentligt modifierade genom den definitiva freden i Zürich 10 november samma år.